# 北站社区
北站社区是中国福建省厦门市湖里区殿前街道下辖的一个居民委員會，面積约7平方千米。

## 名稱來歷
原为高殿村地，1976年特将厦门高崎国际机场、厦门北站（现厦门高崎站）管辖区等单独组建北站居委会。2003年改制北站社区:186。